# Prise de Santa Cruz de la Mar Pequeña (1524)
Pour les articles homonymes, voir Prise de Santa Cruz de la Mar Pequeña.
conflit marocco-espagnol
La prise de Santa Cruz de la Mar Pequeña par les Saadiens a lieu en 1524. Les Marocains s'emparent de la forteresse espagnole, puis la rasent complètement.

## Contexte
Fondé en 1476 par des Espagnols venus des Îles Canaries, le comptoir espagnol de Santa Cruz de la Mar Pequeña avait pour but de constituer une base solide pour des expéditions de pillage contre les tribus de la région. Située dans la région de Tarfaya, juste en face des Îles Canaries, la forteresse espagnole constituée d'une tour fortifiée, est alors constamment harcelée par les tribus maures voisines. Les Marocains réussissent ainsi à l'occuper pendant un laps de temps en 1517, mais les Espagnols en reprennent possession quelques jours plus tard.
Entre-temps, sous l'impulsion de la confrérie Jazoula, le fondateur de la dynastie saadienne, Abou Abdallah al-Qaim, lance la guerre sainte contre les possessions chrétiennes au sud du Maroc, et attaque sans succès la forteresse portugaise de Santa Cruz do Cabo de Gué (Agadir), dès le mois d'août 1511. À la mort d'Al-Qaim, son fils Ahmed al-Araj lui succède à la tête du mouvement.

## Déroulement
En 1524, les Saadiens, soutenus par les tribus de la région, assiègent la forteresse espagnole. Mal gardée, et non soutenue en raison d'une épidémie et famine aux Îles Canaries, les renforts nécessaires n'arrivent jamais, et les Marocains réussissent à s'en emparer. Ils détruisent complètement la tour fortifiée, qui ne sera plus reconstruite malgré un ordre de Charles Quint pour la relever. Il s'agit ainsi de la première forteresse chrétienne définitivement démantelée par le mouvement saadien au sud du Maroc.

## Sources

### Sources bibliographiques
1. ↑  Pensa et Thomasson 1905, p. 152
2. 1 2  Institut des hautes études marocaines 1935, p. 52
3. ↑  Institut des hautes études marocaines 1935, p. 53

#### Francophone
- Institut des hautes études marocaines, Hespéris : Archives berbères et Bulletin de l'Institut des hautes études marocaines : Tome 20, Paris, Larose, 1935 (lire en ligne)
- Henri Pensa et Raoul de Thomasson, Questions diplomatiques et coloniales : revue de politique extérieure, (Paris), 1905, 800 p. (lire en ligne)